# Aderus coloratus
Aderus coloratus é uma espécie de inseto besouro da família Aderidae. Foi descrita cientificamente por Thomas Broun em 1893.

## Distribuição geográfica
Habita na Nova Zelândia.